# Засада, Собеслав
Собеслав Ян Засада (пол. Sobiesław Jan Zasada; р. 27 января 1930, Домброва-Гурнича) — польский автогонщик-раллист, бизнесмен.
Трёхкратный чемпион Европы по ралли (в 1966 и 1967 годах побеждал в своём классе, в 1971 году победил в абсолютном зачёте), серебряный медалист чемпионата Европы (1968, 1969, 1972), 11-кратный чемпион Польши, победил в 148 ралли. Автор популярных книг: «Безопасная скорость» («Szybkość bezpieczna», первое издание в 1970, переведена на русский язык) о приемах безопасного вождения автомобиля и других.
В 2021 году в возрасте 91 год принял участие в кенийском этапе чемпионата мира по ралли (за рулём модели Ford Fiesta Rally3). До финиша он не добрался, сошёл вначале на шестом спецучастке, вернулся в гонку по superally, но затем окончательно сошёл на последнем СУ. При этом он смог установить новый рекорд, став самым возрастным участником этапов мирового первенства в истории.